# Оупън Стрийт Мап
„Оупън Стрийт Мап“ (на английски: OpenStreetMap), съкратено ОСМ, е сътруднически проект за създаване на свободна и редактируема карта на света.
Картите на ОСМ се използват и от фондация „Уикимедия“ (в частност и Уикипедия). Към ноември 2012 г. потребителите, допринасящи за развитието на ОСМ, са над 900 000 души.

## История
Проектът е стартиран от Стив Коуст (Steve Coast) през 2004 г. с идеята за създаване на свободни за ползване карти на света, съставени и допълвани от доброволци, по подобие на Уикипедия. Проектът е алтернатива на несвободни подобни услуги на държавни и комерсиални организации като Google Maps например.
През 2006 г. във Великобритания е регистрирана фондация „ОупънСтрийтМап“ (OpenStreetMap Foundation), която се занимава с поддръжка, организация, финансиране и лицензиране на проекта.

## Лиценз
Първоначално данните, внесени от доброволците, чрез които се развива картата, са под Криейтив Комънс лиценз, а от 12 септември 2012 г. – под Свободния лиценз за бази данни (Open Database License). Някои от участниците в проекта не приемат промяната и това води до загуба на около 1 % от данните.

## Сътрудничество
През 2006 г. компанията Yahoo! дава съгласие нейните въздушни снимки да се използват в ОСМ.
Фондация Уикимедия развива сътрудничество с фондация ОСМ.
Компанията Апъл започва да използватОСМ в iOS през 2012 г., първоначално без изискваното според лиценза уточнение за източник.